# Juchnowiec Kościelny (gmina)
Pour les articles homonymes, voir Juchnowiec Kościelny.
La gmina de Juchnowiec Kościelny est une commune rurale de la voïvodie de Podlachie et du powiat de Białystok. Elle s'étend sur 172,06 km2 et comptait 13 421 habitants en 2006. Son siège est le village de Juchnowiec Kościelny qui se situe à environ 11 kilomètres au sud de Białystok.

## Villages
La gmina de Juchnowiec Kościelny comprend les villages et localités de Baranki, Biele, Bogdanki, Bronczany, Czerewki, Dorożki, Hermanówka, Hołówki Duże, Hołówki Małe, Horodniany, Hryniewicze, Ignatki, Ignatki-Kolonia, Izabelin, Janowicze, Janowicze-Kolonia, Juchnowiec Dolny, Juchnowiec Dolny-Kolonia, Juchnowiec Górny, Juchnowiec Kościelny, Kleosin, Klewinowo, Kojrany, Kolonia Koplany, Kolonia Księżyno, Koplany, Kożany, Kozowszczyzna, Księżyno, Lewickie, Lewickie-Kolonia, Lewickie-Stacja, Mańkowizna, Niewodnica Nargilewska, Niewodnica Nargilewska-Kolonia, Ogrodniczki, Olmonty, Pańki, Rostołty, Rumejki, Simuny, Solniczki, Śródlesie, Stanisławowo, Szerenosy, Tryczówka, Wojszki, Wólka, Zajączki, Zaleskie et Złotniki.

## Villes et gminy voisines
La gmina de Juchnowiec Kościelny est voisine de la ville de Białystok et des gminy de Bielsk Podlaski, Choroszcz, Suraż, Turośń Kościelna, Wyszki et Zabłudów.